# كونستانتين فون نوتز
كونستانتين فون نوتز (من مواليد 21 يناير 1971 في مولن) هو محامي وسياسي ألماني، وعضو في تحالف 90/حزب الخضر. ولد كونستانتين كواحد من ابني فريدهيلم فون نوتس، ونشأ في هامبورغ وفرانكفورت أم ماين. درس القانون في جامعة هايدلبرغ بين 1993 و1998.

## روابط خارجية
- الموقع الرسمي ل Konstantin von Notz
- كونستانتين فون نوتس في البوندستاغ الألماني